# П'янецце
П'янецце (італ. Pianezze, вен. Pianeze) — муніципалітет в Італії, у регіоні Венето, провінція Віченца.
П'янецце розташовані на відстані близько 440 км на північ від Рима, 65 км на північний захід від Венеції, 22 км на північ від Віченци.
Населення — 2155 осіб (2014).
Щорічний фестиваль відбувається 10 серпня. Покровитель — святий мученик Лаврентій.

## Демографія
Населення за роками:

Станом на 1 січня 2023 року в муніципалітеті офіційно проживало 66 іноземців з 19 країн, серед них 26 громадян країн Євросоюзу та 2 громадяни України.

## Сусідні муніципалітети
- Маростіка
- Мазон-Вічентіно
- Мольвена